# Thuốc phóng rắn ammonium perchlorate composite
Thuốc phóng rắn ammonium perchlorate composite (APCP) là một loại nhiên liệu rắn được sử dụng trong các tên lửa đẩy. Nó khác với các nhiên liệu rắn truyền thống dùng cho tên lửa như bột đen hoặc zinc-sulfur, không chỉ về thành phần hóa học và hiệu suất vượt trội, mà còn bởi cách mà nó được chế tạo. Theo đó, APCP được đúc thành khối, thay vì ép bột như là ở bột đen. Điều này khiến cho APCP được chế tạo có tính đồng nhất và chuyên môn hóa cao, một điều rất quan trọng trong công nghiệp hàng không vũ trụ.

## Sử dụng
Thuốc phóng rắn Amoni perchlorat composite thường được sử dụng làm chất đẩy cho tên lửa vũ trụ, do tính đơn giản và tính ổn định cao của nó, và xung lực đẩy riêng của loại nhiên liệu này là từ 180 đến 260s được cho là vừa đủ. Bởi vì các thuộc tính hiệu suất này, APCP thường xuyên được sử dụng làm nhiên liệu cho tầng đẩy tăng cường nhiên liệu rắn như Space Shuttle Solid Rocket Boosters, ghế phóng máy bay, và các sứ mệnh thám hiểm vũ trụ đặc biệt như động cơ hạ cánh của Mars Exploration Rover của NASA. Ngoài ra, nó còn được những người chơi tên lửa nghiệp dư sử dụng trong các mô hình tên lửa cỡ nhỏ.

## Thành phần

### Khái quát
Thuốc phóng rắn Amoni perchlorat composite là một hỗn hợp thuốc phóng, có nghĩa là nó có chứa cả nhiên liệu tên lửa, và chất oxy hóa được trộn với chất kết dính cao su, tất cả tạo thành một hỗn hợp đồng nhất. Thuốc phóng thường chứa Amoni perchlorat (AP), một chất kết dính đàn hồi như hydroxyl-terminated polybutadiene (HTPB) hay polybutadiene acrylic acid acrylonitrile prepolymer (PBAN), bột kim loại (thường là bột nhôm), và nhiều chất xúc tác đốt cháy nhiên liệu. Ngoài ra, còn có phụ gia đóng rắn tạo liên kết ngang với chất kết dính để hóa rắn thuốc phóng trước khi sử dụng. Perchlorate sẽ đóng vai trò là chất oxy hóa, trong khi chất kết dính và bột nhôm đóng vai trò là nhiên liệu. Chất xúc tác sẽ quyết định đến tốc độ đốt cháy của nhiên liệu. Thuốc phóng sau khi hóa rắn nhờ phụ gia sẽ có tính đàn hồi giống như cao su, giúp cho thuốc phóng dễ dàng được vận chuyển và có khả năng hoạt động trong tên lửa vốn có gia tốc rất lớn mà không bị phân rã. 
Thành phần của APCP còn phụ thuộc vào cách thức mà chúng được sử dụng, đặc tính đốt cháy của động cơ và các hạn chế như giới hạn nhiệt của vòi phun hoặc xung lực đẩy riêng Isp. Tỷ lệ khối lượng thô (trong cấu hình hiệu suất cao) có xu hướng vào khoảng 70/15/15 AP/HTPB/Al, mặc dù thuốc phóng ít khói hiệu năng cao thường có tỷ lệ khoảng 80/18/2 AP/HTPB/Al. Mặc dù thành phần bột kim loại không bắt buộc trong APCP, hầu hết các công thức thuốc phóng rắn đều bao gồm ít nhất một vài phần trăm bột kim loại để làm chất ổn định quá trình cháy, làm đục thuốc phóng (để hạn chế việc thuốc phóng rắn bị hấp thụ nhiệt bởi bức xạ hồng ngoại), và làm tăng nhiệt độ khí trong buồng đốt (làm tăng xung lực đẩy riêng Isp).

### Thành phần phổ biến
Thành phần chất oxy hóa:
- Amoni perchlorat là chất oxy hóa chính
- Chất xúc tác Oxit kim loại làm chất oxy hóa nhiệt nhôm

Nhiên liệu rắn năng lượng cao:
- Aluminium (hiệu suất cao, phổ biến)
- Magnesium (hiệu suất trung bình)
- Kẽm (Hiệu suất thấp)

Nhiên liệu năng lượng thấp, sử dụng làm chất kết dính:
- Hydroxyl-terminated polybutadiene (HTPB)
- Carboxyl-terminated polybutadiene (CTPB)
- Polybutadiene acrylonitrile (PBAN)

Thời gian cháy của nhôm trong thuốc phóng phụ thuộc vào hình dạng của bột nhôm. Đối với thuốc phóng APCP có hàm lượng nhôm cao, nhôm có khả năng không bị cháy hết, tích tụ gây giảm hiệu suất của động cơ. Thuốc phóng có các hạt nhôm và Amoni perchlorat cỡ nhỏ hơn sẽ khiến động cơ đốt nhiên liệu với hiệu suất cao hơn và tăng tốc độ đốt nhiên liệu.
Thông thường APCP bao gồm các hạt Amoni Perchlorat cỡ đường kính 30-400 µm, trong khi các hạt nhôm có đường kính từ 2–50 µm (thường có dạng hình cầu).